# Ponte romano di Treviri
Il ponte romano di Treviri (in lingua tedesca: Römerbrücke) attraversa il fiume Mosella ed è il più vecchio ponte ancora in uso dell'intera Germania. Costruito in epoca imperiale romana, i piloni e le loro fondamenta risalgono al II secolo. Sopravvissuto alla seconda guerra mondiale e prima ancora ad un tentativo di distruzione da parte delle truppe francesi di Luigi XIV, fu parzialmente ricostruito tra il 1717 e il 1719. Alcuni manufatti preistorici sono stati ritrovati nel sito di questo ponte.
Esso fa parte del complesso dei beni patrimonio dell'umanità di Treviri, così inserito nell'Elenco dei patrimoni dell'umanità dall'UNESCO nel 1986.